# Медлінг (округ)
Бецирк Медлінг — округ Австрійської федеральної землі Нижня Австрія. 
Округ поділено на 20 громад:

Міста
1. Медлінг (20.695)

Ярмаркові містечка
1. Ахау (1185)
2. Гааден (1605)
3. Гісгюбль (1907)
4. Геннерсдорф-бай-Він (1444)
5. Лааб-ім-Вальде (1178)
6. Мюнхендорф (2311)
7. Вінервальд (2462)

Сільські громади
1. Бідерманнсдорф (2911)
2. Брайтенфурт-бай-Він (5552)
3. Брунн-ам-Гебірге (10.434)
4. Гумпольдскірхен (3282)
5. Гунтрамсдорф (8721)
6. Гінтербрюгль (4002)
7. Кальтенлойтгебен (3112)
8. Лахенбург (2688)
9. Марія-Енцерсдорф (8482)
10. Перхтольдсдорф (14.398)
11. Фезендорф (5634)
12. Вінер-Нойдорф (8809)

## Демографія
Населення округу за роками за даними статистичного бюро Австрії

## Виноски
1. ↑  Statistik Austria. Архів оригіналу за 2 травня 2015. Процитовано 27 червня 2013.

| Австрія | Це незавершена стаття з географії Австрії. Ви можете допомогти проєкту, виправивши або дописавши її. |